# Win-win
Win-win je typ hry, která je navržena tak, aby z ní všichni účastníci mohli profitovat. Win-win strategie je pak proces řešení konfliktu, který si klade za cíl vyjít vstříc všem jeho účastníkům.
V mezilidských vztazích se setkáváme se čtyřmi základními metodami lidské interakce (jednání, chování, negociace):
1. win-lose – konfrontační metoda. Vítězství jedné strany je prohrou druhé. Styl jednání je autoritativní. Cílem je zaměřit se jen na získání toho, co jedna strana chce, bez ohledu na potřeby ostatních.
2. lose-lose – kompromisní metoda. Jednání při kterém není plně uspokojena ani jedna strana. Namísto usilování o výhru „kdo s koho“ se strany dohodnou, že vzájemně sleví ze svých požadavků. Může se taky jednat o kontradiktorní jednání msty, když jedná strana usiluje o zničení druhé za cenu vlastních obětí či zničení. (filosofie terorismu, msty)
3. lose-win – „rohožkové“ jednání. Jedna strana se snaží těžit výhody z principu podřízení (podlézání, citové vydírání). Styl vedení je permisivita (porozumění a tolerance pro druhé bez kritických připomínek a odsuzujících komentářů a postupů). Život v tomto modelu může mít za následek psychosomatické nemoci z potlačované zášti.
4. win-win – kooperativní metoda. Strany usilují o vzájemný prospěch, tak aby uspokojily své potřeby a snaží se nacházet řešení, které není v přímém konfliktu s požadavky druhé strany. Výsledkem takového jednání je uspokojení potřeb všech stran, často se synergickým efektem (zisk z dohody přesahuje uspokojení potřeb zúčastněných stran). Takovéto jednání podporuje dlouhodobé vztahy.

Zvolit nejvhodnější model jednání závisí na konkrétní situaci. Vytvořit a udržet dlouhodobý vztah mezi stranami lze pouze v modelu win-win, kde se obě strany cítí být vítězem. V konkurenčních situacích, kde budování vztahu není důležité, je vhodný model win-lose. Jestliže přístup win-win selže, musíte být připraven použít konfrontační techniky, minimálně z důvodu obrany.
Realizace a budování win-win vztahů je založena na pěti pilířích: charakter, vztahy, dohody, podpůrné systémy a procesy. Osobní charakter je základním předpokladem win-win. Je definován osobními hodnotami jednotlivce. Dobré charakterové vlastnosti jsou základem budování vzájemné důvěry ve vztazích. Klíčovým rysem je mentalita hojnosti, ve které je dostatek pro všechny (naproti Mentalitě nedostatku). Taková mentalita plyne pouze z hlubokého vnitřního pocitu vlastní hodnoty a bezpečí.
Vztahy musí být zaměřené na oboustranné vítězství. I když jsou strany zaměřené konfrontačně (win-lose atd.), budování dlouhodobého vztahu je klíčem k nápravě takovéto situace. Pokud je vztah důvěry a emocionální bilance vysoká, je mnohem větší pravděpodobnost úspěšné a produktivní spolupráce. Negativní, konfrontační energie se zaměřuje na rozdíly v osobnosti nebo vytlačení z pozice. Pozitivní, kooperativní energie se zaměřuje na pochopení a řešení problémů.
Výkonnostní dohody neboli dohody o partnerství, dávají definici a směr jednání. Posouvají model spolupráce od vertikálního (nadřízený-podřízený) k horizontálnímu (partnerství/spoluhra). Dohoda by měla obsahovat prvky pro vytvoření standardu, podle kterého se strany mohou zaměřit na svůj vlastní úspěch. Rozvoj win-win výkonnostních dohod má být centrální aktivitou managementu, která umožňuje zaměstnavatelům řídit se v rámci dohody. Pak manažer může zahájit kroky v řešení překážek, aby zaměstnanci mohli dělat svou práci.
Existují čtyři oblasti osobních výsledků – finanční, duchovní, příležitost a odpovědnost. Kromě osobních výsledků by měly být rozpoznávány také organizační výsledky. Je třeba si stanovit cíle (nikoli metody), co je třeba udělat a kdy, vytvořit pokyny neboli parametry, podle kterých by měly být výsledky vykonány. Dále získat zdroje – lidské, finanční, technické či organizační, které jsou potřeba pro dosažení cílů. Nakonec odpovědět na otázku odpovědnosti, ve smyslu norem výkonu a časů hodnocení, a na základě vyhodnocení z toho vyvodit důsledky.
Odměňovací systém je klíčovým prvkem ve win-win modelu. Mluvit o win-win, ale odměňovat podle win-lose ve výsledku neguje win-win vztahy. Pokud vynikající výkon z mála je odměněn, ostatní členové týmu jsou poražení. Místo toho, rozvíjí individuální dosažitelné cíle a týmové cíle byly odměněny.
Soutěž má své místo proti konkurenci na trhu, loňskému výkonu, nebo při umístění jednotlivce, kde spolupráce a vzájemná závislost není nutná, a je důležitá pro rozvoj svobodného podnikání. Duch win-win nemůže přežít v prostředí hospodářské soutěže nebo soutěže. Všechny společnosti systémy by měly být založeny na principu win-win. Kompenzace systém manažerů by měla být založena na produktivitu a rozvoj svých lidí. Odměna jak P (výroba) a PC (stavební výrobní kapacity).
Win-win proces sestává ze čtyř kroků:
1. Dívat se na problém z jiného hlediska, z hlediska potřeby a zájmy druhé strany
2. Identifikovat klíčové problémy a bez obav
3. Zjistit, jakých cílů je potřeba k oboustranně přijatelnému řešení
4. Identifikovat nové možnosti pro dosažení těchto cílů

Win-win řešení lze dosáhnout jen s win-win postupy. Win-win není technikou chování, je to celková mentalita a vnímání (paradigma) lidské interakce.